# Ocell ratolí dorsiblanc
L'ocell ratolí dorsiblanc (Colius colius) és una espècie d'ocell de la família dels còlids (Coliidae) que habita sabanes de l'Àfrica Meridional, des del centre de Namíbia i sud de Botswana fins a l'extrem meridional de Sud-àfrica.